# Prinia polychroa
La prinia parda (Prinia polychroa) es una especie de ave paseriforme de la familia Cisticolidae. Está ampliamente distribuida en Asia, encontrándose en Camboya, sur de China, Indonesia, Laos, Birmania, Taiwán, Tailandia y Vietnam.

## Subespecies
Se reconocen las siguientes subespecies:
- Prinia polychroa bangsi
- Prinia polychroa cooki
- Prinia polychroa rocki
- Prinia polychroa polychroa